# Dritter Orden
Dritte Orden sind vorwiegend aus Laien bestehende Gemeinschaften, die sich einem der großen Orden in der katholischen Kirche angeschlossen haben, ohne in Klöstern zu leben. Gemeinsam mit den in klösterlicher Gemeinschaft lebenden Ordensmännern und Ordensfrauen bilden sie jeweils eine Ordensfamilie mit gemeinsamer Spiritualität, oft bezogen auf eine Gründerpersönlichkeit. Ihre Mitglieder werden auch Tertiaren oder Terziarier genannt.

## Formen
Es gibt verschiedene Formen von Drittordensgemeinschaften:
1. regulierte dritte Orden, deren Lebensform klösterlichen Charakter hat, zum Beispiel verschiedene Ordensgemeinschaften der Franziskanerinnen
2. dritte Orden, deren Mitglieder allein oder in einer Familie in der Welt leben und verschiedenen Ständen und Berufen angehören. Sie orientieren sich an der Spiritualität der jeweiligen Ordensregel und legen nach einer Probezeit (Noviziat) ein Versprechen auf Lebenszeit ab. Diese Art von Drittordensmitgliedern wird bei manchen Ordensgemeinschaften auch Familiaren genannt.

Die ältesten dritten Orden haben die Franziskaner (Ordo Franciscanus Saecularis), die Prämonstratenser, die Dominikaner (Brüder und Schwestern von der Buße des hl. Dominikus, in jüngerer Zeit auch Dominikanische Laiengemeinschaften genannt) und die Karmeliten (Dritter Orden vom Karmel (Karmeliten der alten Observanz) bzw. Dritter Orden der allerseligsten Jungfrau Maria vom Berge Karmel und der seraphischen heiligen Jungfrau Theresia (Unbeschuhte), mittlerweile meist kurz als Karmelitanische Gemeinschaft und Teresianische Karmelgemeinschaft bezeichnet).

## Ordensfamilien (Auswahl)
| Ordensfamilie                            | erster Orden                                              | zweiter Orden                                                     | dritter Orden |
| ---------------------------------------- | --------------------------------------------------------- | ----------------------------------------------------------------- | --- |
| Franziskanische Orden                    | Franziskaner (OFM) Kapuziner (OFMCap) Minoriten (OFMConv) | Klarissen (OSCl) Kapuzinerinnen von der Ewigen Anbetung (OSClCap) | Franziskanerinnen (reguliert, d. h. Ordensschwestern) Franziskanerbrüder vom Heiligen Kreuz (FFSC, regulierter Brüderorden als Beispiel) Regulierte Franziskaner-Terziaren (TOR, Tertius Ordo Franciscanus regulatus, klerikale Männerordensgemeinschaft als Beispiel) Kapuzinerinnen des regulierten dritten Ordens (TORCap) Ordo Franciscanus Saecularis (OFS, franziskanischer Laienorden im Sinne eines echten Drittordens) |
| Dominikanische Orden                     | Dominikaner (OP)                                          | Dominikanerinnen (OP)                                             | Dominikanische Laiengemeinschaften Priesterbruderschaft des Heiligen Dominikus |
| Prämonstratenser                         | Prämonstratenser (OPraem)                                 | Prämonstratenser-Chorfrauen                                       | Prämonstratenser-Tertiaren, Prämonstratenser-Tertiarinnen (Norbertinerinnen) |
| Priesterbruderschaft St. Pius X. (FSSPX) | Priester und Brüder der FSSPX                             | Oblatinnen und Schwestern der FSSPX                               | Tertiaren der FSSPX |
| Karmeliten                               | Karmeliten (OCarm)                                        | Karmelitinnen (OCarm)                                             | Karmelitanische Gemeinschaft |
| Unbeschuhte Karmeliten                   | Unbeschuhte Karmeliten (OCD)                              | Unbeschuhte Karmelitinnen (OCD)                                   | Ordo Carmelitarum Discalceatorum saecularis (OCDS) oder Teresianische Karmelgemeinschaft (TKG) |
| Ordensfamilie des hl. Johannes Bosco     | Salesianer Don Boscos (SDB)                               | Don-Bosco-Schwestern (FMA)                                        | Salesianische Mitarbeiter Don Boscos (SMDB) |

Auch in der evangelischen Kirche gibt es derartige Ordensfamilien, etwa den Tiers Ordre de l’Unité (dritter Orden der Communauté de Grandchamp, die nach der Regel der Gemeinschaft von Taizé lebt).

## Geschichte

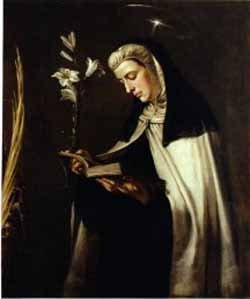
Die selige Jeanne von Toulouse (* 14. Jahrhundert), die Gründerin des dritten Ordens der Karmelitinnen

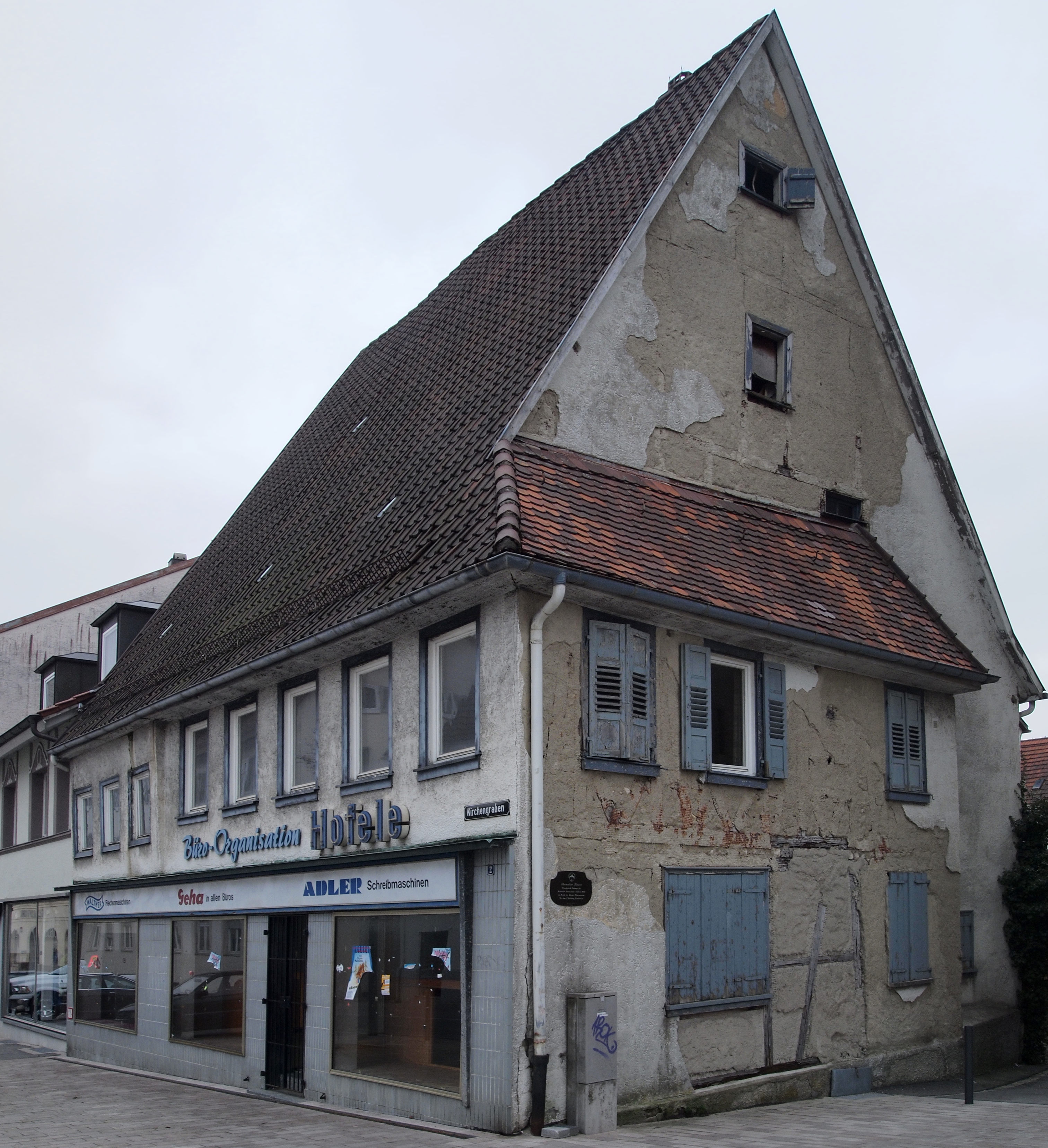
Klause der Franziskaner-Tertiarinnen in Ebingen, 1344–1605

Die Anfänge gehen auf fromme Vereinigungen beiderlei Geschlechts zurück. Die dritten Orden entstanden auch aus der Absicht einzelner Menschen heraus, nach der Regel und Spiritualität eines bestimmten Ordens zu leben, obwohl sie durch ihre Lebensumstände, zum Beispiel den Ehestand, am Eintritt in ein Kloster gehindert waren. Solche dritten Orden gehen auf den heiligen Franziskus zurück, der, als 1221 zahlreiche Männer und Frauen Aufnahme in Klöster verlangten, ihnen eine Regel in 20 Kapiteln gab. Diese Tertiaren trugen meist einen aschgrauen Habit, mit einem Strick umgürtet, die Schwestern außerdem noch einen weißen Schleier.
Kaiser Karl IV. und der französische König Ludwig IX. sowie viele andere fürstliche Personen gehörten dritten Orden an. Zu Ende des 13. Jahrhunderts legten einige Tertiaren die Ordensgelübde ab und wurden Religiosen, wodurch die regulierten Tertiarier (regulierter Bußorden) entstanden. Vor allem im 19. Jahrhundert entstand nach diesem Muster eine Vielzahl von Kongregationen.

### Allgemeines über Drittorden
- Catholic Encyclopedia: Tertiaries (englisch)
- Catholic Encyclopedia: Third Orders (englisch)

### Einzelne Drittordensgemeinschaften
- Benediktineroblaten
- Dritter Orden der Diener Jesu und Mariens
- Prämonstratensertertiaren
- Laiendominikaner
- Prämonstratensertertiaren,
- Teresianische Karmelgemeinschaft